# El Águila (personaje)
El Águila (Alejandro Montoya) es un personaje ficticio que aparece en los cómics estadounidenses publicados por Marvel Comics. Creado por Mary Jo Duffy, Trevor Von Eeden y Dave Cockrum, el personaje apareció por primera vez en Power Man & Iron Fist #58 (agosto de 1979).El Águila pertenece a la subespecie de humanos llamados mutantes que nacen con habilidades sobrehumanas.Es un espadachín justiciero con el poder de la bioelectricidad.Originalmente era un adversario de los superhéroes Luke Cage y Iron Fist, pero con el tiempo se convirtió en su aliado.
El personaje hizo su debut de acción en vivo en la serie de televisión de Marvel Cinematic Universe She-Hulk: Attorney at Law (2022), interpretado por Joseph Castillo-Midyett.

## Historial de publicaciones
El Águila sigue el modelo del héroe literario Zorro.Su nombre en español significa "el Águila".La escritora, Mary Jo Duffy, relató su creación:

El Águila fue diseñado por Dave Cockrum y tenía esta gran cosa del Zorro, y el Zorro era otro de estos personajes que me enloquecían y Power Man y Iron Fist eran complicados. Estos no eran tipos que pudieran volar. Sus superpoderes eran defensivos y si eran ofensivos, iban a ser prácticos, y es muy complicado inventar un villano para alguien así... Me pareció que alguien como Zorro pero con uno o dos poderes estaría en el nivel correcto y dado que Iron Fist era un poco tolerante y poco mundano, y Power Man era tan malhumorado y completamente arraigado en el aquí y ahora, darle a alguien con este estilo juguetón sería frustrante. Iron Fist ni siquiera lo entendería, Power Man se enfurecería y le daría a El Águila una cierta cantidad de encanto. Así que no solo estaba pensando en el problema del poder, aunque era un problema, sino en términos de los personajes, tenía que interesarme. Y Power Man y Iron Fist estaban tan bien realizados como personajes que si un villano no estaba tan bien realizado, ¿cuál era el punto de hacerlo?

El Águila hizo su primera aparición en Power Man and Iron Fist #58 (agosto de 1979). El personaje hizo varias apariciones posteriores en el título, incluidos los números 58 (agosto de 1979), 65 (octubre de 1980), 78 (febrero de 1982) y 99-100 (febrero-marzo de 1982). Apareció en Marvel Súper Héroe Concurso de Campeones # 1-3 (junio-agosto de 1982) y Marvel Fanfare # 3 (julio de 1982), y después de una aparición en Marvel Comics Presents # 9 (diciembre de 1988) unos años más tarde no fue visto desde hace algún tiempo. Finalmente regresó con un cameo en GLA #2 (julio de 2005), así como en Marvel Westerns: Outlaw Files (2006) y Los Nuevos Vengadores # 18 (junio de 2006).
El Águila recibió una entrada en el original Manual oficial del Universo Marvel #1, en el Manual oficial del Universo Marvel Edición de lujo # 1 y en el Manual oficial del Universo Marvel Edición maestra # 12.

## Biografía ficticia
Alejandro Montoya nació en Madrid, España, y luego se mudó a América. Al descubrir sus poderes mutantes, Alejandro decidió usar sus habilidades únicas como espadachín y luchador contra el crimen disfrazado, tomando el manto de El Águila (español para "El Águila"), una identidad transmitida por sus antepasados. Como El Águila, se aprovecha de los narcotraficantes y delincuentes que se aprovechan de los pobres y necesitados. No es una autoridad legal certificada y es buscado por las autoridades. Poco después de lanzar su campaña de lucha contra el crimen contra los traficantes de drogas, los señores de los barrios marginales, la policía brutal y otros malhechores, Águila se encontró con Iron Fist, Power Man y Misty Knight.
Águila ayudó a Power Man y Iron Fist contra mujeres asesinas que buscaban matar a Jeryn Hogarth. También luchó contra Hawkeye mientras investigaba Empresas Tecnológicas Cross cuando Hawkeye se desempeñaba como jefe de seguridad.
Águila se asoció con Power Man y Iron Fist para capturar al Slasher y luchó contra el Constrictor. Junto a Colleen Wing y Misty Knight, luchó contra mercenarios que trabajaban para Ward Meachum y luchó contra Fera.
Ayudó a Power Man, Iron Fist, Colleen Wing, Bob Diamond y Rafael Scarfe en un intento de rescatar a Misty Knight y D.W. Griffith del cautiverio de los mercenarios de Ward Meachum.
Águila regresó brevemente a España a pedido de su prima Migdalia para salvar su pueblo del mutante Conquistador.
Águila se confirmó que había sido despojado luego de los eventos del "M-Day". Aunque Alejandro ahora no tiene poderes, todavía se lo consideraba un "recluta potencial" para el programa de la Iniciativa debido a su experiencia en la lucha con espadas y el combate mano a mano.

## Poderes y habilidades
Águila tenía el poder mutante de generar cargas electrostáticas dentro de su propio cuerpo.Es capaz de descargar hasta 100.000 voltios a través de un metal conductor.A menudo usa su espada de acero de doble filo para este propósito, emulando a su ídolo, el Zorro. Es un hábil esgrimista con extraordinarias habilidades con la espada y un excelente combatiente cuerpo a cuerpo y acróbata.

## En otros medios
El Águila aparece en el episodio de She-Hulk: Attorney at Law (2022), "The Retreat", interpretado por Joseph Castillo-Midyett.Esta versión es parte de un retiro espiritual dirigido por Emil Blonsky llamado Summer Twilight.